# Театр юного зрителя
Теа́тр ю́ного зри́теля (ТЮЗ) — профессиональный театр, предназначенный для детской, подростковой и юношеской аудитории. Специализация на детскую аудиторию проявляется не только в репертуаре, но и в сценическом решении спектаклей: красочность, синтетичность, игра со зрителями.

## История

### СССР
В дореволюционной России профессиональных театров для детей не было. После Октябрьской революции создание их стало задачей государства. Первые детские театры появились в годы Гражданской войны в Петрограде, Москве, Саратове, Екатеринодаре, но просуществовали недолго. В 1920-е годы создаются театры во многих городах страны: Театр для детей в Харькове (1920, ныне Первый украинский театр для детей и юношества во Львове), Московский театр для детей (1921, ныне Российский академический молодёжный театр), Ленинградский театр юных зрителей (1922, ныне ТЮЗ имени А. А. Брянцева), Киевский театр для детей (1924, ныне Киевский академический театр юного зрителя), Московский театр юного зрителя (1924), Русский и Грузинский ТЮЗы в Тбилиси (1927 и 1928), ТЮЗы в Горьком (1928, ныне Нижегородский театр юного зрителя), Баку (1928), Ереване (1929), Новосибирске (1930, ныне Новосибирский академический молодёжный театр «Глобус») и др. К 1930 году было уже 20 ТЮЗов, играющих как на русском, так и на других языках народов СССР. Начальные программы ТЮЗов состояли из инсценировок переводов сказок и повестей детской литературы («Кот в сапогах», «Красная Шапочка» Ш. Перро, «Соловей», «Бум и Юла» X. К. Андерсена, «Том Сойер» и «Принц и нищий» М. Твена, «Маугли» Р. Киплинга, «Гайавата» Лонгфелло, «Конёк-Горбунок» П. Ершова и др.). С середины 1920-х годов появляются первые пьесы для детей с советской тематикой («Тимошкин рудник» Л. Макарьева, «Чёрный Яр» А. Афиногенова, «Аул Гидже» Н. Шестакова, «Винтовка 492116» А. Крона, «На заре» и «Взрыв» В. Гжицкого, «Колька Ступин» С. Ауслендера, «Предатель» Б. Житкова, «Хубеане», «Игра в Спартака» Р. Победимского, «Любовь и дым» И. Днепровского, «Хо» Я. Мамонтова и др.). Среди актёров-травести В. Сперантова, А. Охитина, К. Коренева, Н. Казаринова, Г. Бурцева, С. Фомина, Г. Купрашвили.
С начала 1930-х годов советская драматургия заняла основное место в репертуаре ТЮЗов. Задачей их стала помощь школе и пионерской организации в воспитании детей и юношества в коммунистическом духе. Для школьников младшего возраста прорабатывается жанр театральной сказки, в которой фантастика и фольклор сочетаются с элементами современной действительности («Снежная королева» X. К. Андерсена, «Красная Шапочка» Ш. Перро, «осовремененная» Е. Шварцем, и др.). Основу репертуара для подростков составляют приключенческие историко-революционные пьесы, пьесы из жизни школьников, пионеров, беспризорных, биографии великих людей и т. д. В центре внимания проблема морального и общественного облика подростка, его способность к подвигу. В дальнейшем развитии постепенно преодолевалось слишком узкое понимание специфики ТЮЗа, иллюстративность и дидактичность ряда детских пьес, значительно расширился круг авторов: К. Тренёв («Гимназисты»), В. Любимова («Серёжа Стрельцов»), А. Бруштейн («Голубое и розовое», «Так было»), А. Яковлев («Пионер Павлик Морозов»), В. Суходольский («Юность Тараса»), Ш. Дадиани («Из искры»), В. Катаев («Белеет парус одинокий»), И. Шток («Дом № 5»), А. Толстой («Золотой ключик»), М. Светлов («Сказка» и «20 лет спустя») и др. Для учащихся старших классов, кроме советских пьес, были предусмотрены спектакли с более углублённой проблематикой, в том числе пьесы европейских (Мольера, М. Сервантеса, Э. Ростана, Ф. Шиллера) и русских (А. Пушкина, М. Горького, Д. Фонвизина, А. Островского, Н. Гоголя и др.) классиков, выбор которых часто определялся школьной учебной программой.
Во время Великой Отечественной войны ТЮЗам предстояло ставить ярко-идейные пьесы о героической борьбе, дружбе народов, о труде молодёжи на производстве и в школе («Сказка о правде» М. Алигер, «Сын полка» В. Катаева, «Город мастеров» Т. Габбе и др.). Часть театров была эвакуирована и обслуживала не только детей, но и взрослых.
Со второй половины 1940-х годов в спектаклях всё большее внимание начинает уделяться внутреннему миру, формированию характера подростка и юноши, становлению их этического и гражданского самосознания («Красный галстук» С. Михалкова, «Аттестат зрелости» Л. Гераскиной, «Два капитана» В. Каверина), произведения В. Розова («Её друзья», «В добрый час!», «В поисках радости»). О школьной жизни рассказывали пьесы А. Хмелика («Друг мой, Колька!»), Н. Долининой («Они и мы»). Несмотря на обязательный репертуар, отдельные театры ставят пьесы или инсценировки произведений мировой, русской и национальной классики.
Большое значение для развития ТЮЗов имела деятельность режиссёров и актёров Л. Макарьева, И. Деевой, Н. Маршака, А. Окунчикова, В. Колесаева, П. Цетнеровича, М. Кнебель, Т. Шамирханяна, В. Витальева, Ю. Киселёва, Р. Капланяна и др. В 1960-е годы выдвинулись режиссёры 3. Корогодский, П. Хомский, А. Шапиро, И. Унгуряну и др., актёры Л. Князева, М. Куприянова, И. Воронов, В. Сингаевская, Р. Лебедев, Е. Шевченко и др. Для ТЮЗов работали художники Н. Шифрин, В. Рындин, Б. Кноблок, В. Талалай, композиторы Д. Кабалевский, Н. Стрельников, И. Ковнер и др.
В 1970-х годах в СССР было 46 драматических и 1 музыкальный ТЮЗ.

### Другие страны
После Второй Мировой войны театры юного зрителя появились в социалистических странах, например, «Театр дружбы» в Берлине, «Театр молодого поколения» в Дрездене, Театр им. Й. Волькера в Праге и др..
В США спектакли для детей часто осуществляются силами студентов гуманитарных факультетов университетов и колледжей.
В 1965 году создана Международная ассоциация театров для детей и молодёжи (АССИТЕЖ).